# Штеповка (Воронежская область)
Штеповка — упразднённый хутор в Кантемировском районе Воронежской области России. Входил в состав Осиковского сельского поселения. Исключен из учётных данных в 2024 году.

## Население
| 2010 |
| ---- |
| 0    |